# Blaise Nzeyimana
Blaise Nzeyimana (* 2. Juni 1954 in Butare) ist ein ruandischer Geistlicher und römisch-katholischer Bischof von Ruyigi.

## Leben
Blaise Nzeyimana besuchte die Kleinen Seminare in Rusengo (1967–1968), Mugera (1968–1972) und Bujumbura (1972–1974). Anschließend studierte er Philosophie und Katholische Theologie am Priesterseminar in Bujumbura. Nzeyimana empfing am 25. Juli 1981 das Sakrament der Priesterweihe für das Erzbistum Gitega.
Nzeyimana war von 1981 bis 1985 als Pfarrvikar in Mugera tätig, bevor er Pfarrer in Gitega wurde. Von 1987 bis 1991 war er Diözesankanzler und Bischofsvikar für die Region Gitega. Danach wirkte er als stellvertretender Diözesanökonom. 1992 wurde Blaise Nzeyimana für weiterführende Studien nach Frankreich entsandt, wo er 1994 an der Universität Straßburg einen Master im Fach Katholische Theologie und einen Abschluss im Fach Religionspädagogik erwarb. Nach der Rückkehr in seine Heimat wurde Nzeyimana Generalvikar des Erzbistums Gitega sowie Sekretär der Büros für die Pastoral und für Entwicklungshilfe. Von 1997 bis 2007 war er als Sekretär des burundischen Caritasverbands tätig. Nachdem Blaise Nzeyimana kurzzeitig wieder als Sekretär des Büros für die Pastoral gewirkt hatte, wurde er erneut Generalvikar des Erzbistums Gitega. Daneben war Nzeyimana Präsident der Priestervereinigung des Erzbistums Gitega sowie Sekretär der Kommission für den Klerus und Mitglied der gemeinsamen Kommission der Burundischen Bischofskonferenz und der Tansanischen Bischofskonferenz für die Aufnahme von Katastrophenopfern und Flüchtlingen.
Am 30. Oktober 2010 ernannte ihn Papst Benedikt XVI. zum Bischof von Ruyigi. Der emeritierte Bischof von Ruyigi, Joseph Nduhirubusa, spendete ihm am 15. Januar 2011 die Bischofsweihe; Mitkonsekratoren waren der Erzbischof von Gitega, Simon Ntamwana, und der Erzbischof von Bujumbura, Evariste Ngoyagoye. Sein Wahlspruch Esprit et vérité („Geist und Wahrheit“) stammt aus Joh 4,24 . 2018 nahm Blaise Nzeyimana an der 15. ordentlichen Vollversammlung der Bischofssynode zum Thema Jugend, Glaube und Berufungsentscheidung teil.